# De Kinkelenburg

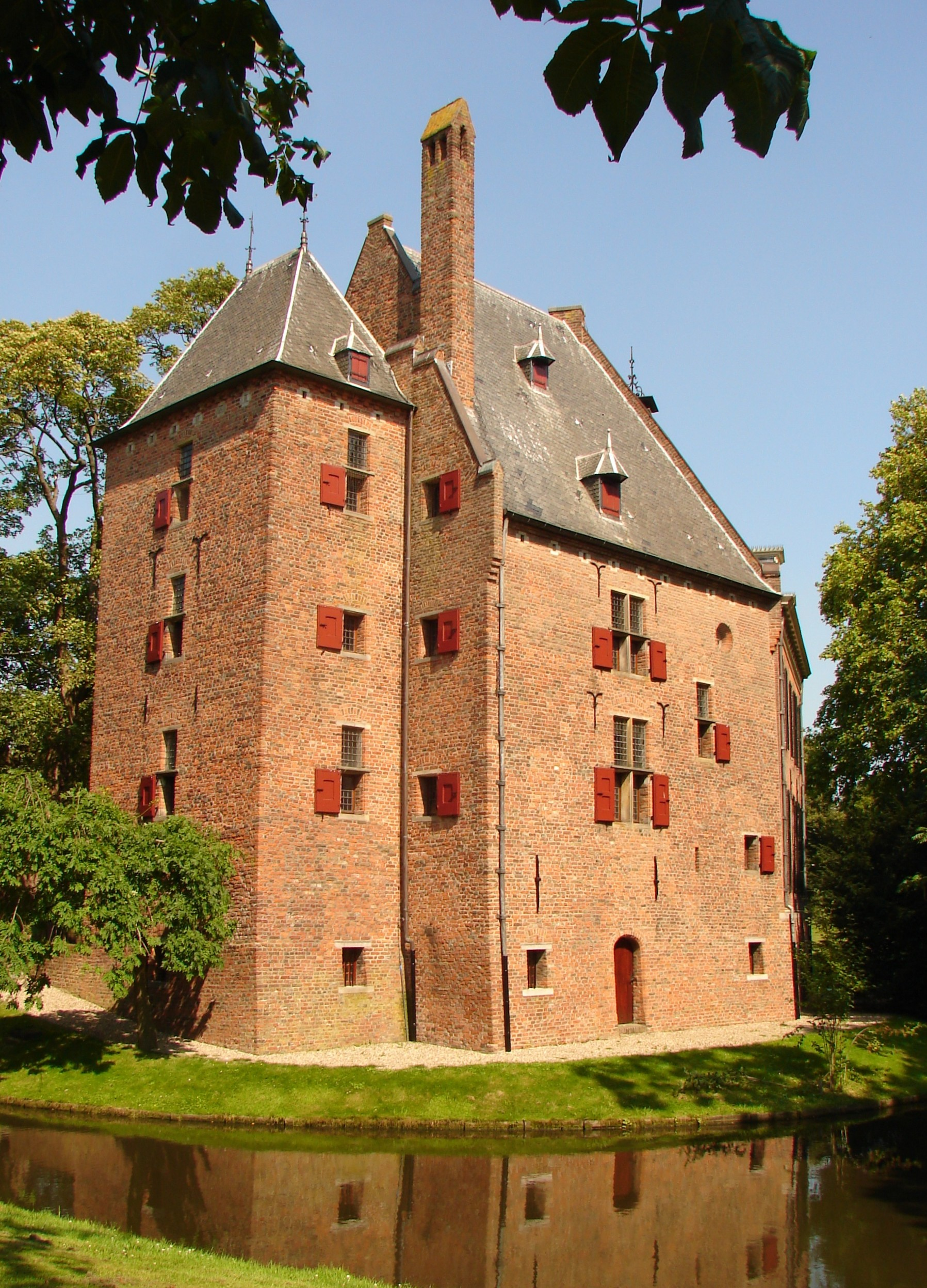
Zijaanzicht van De Kinkelenburg

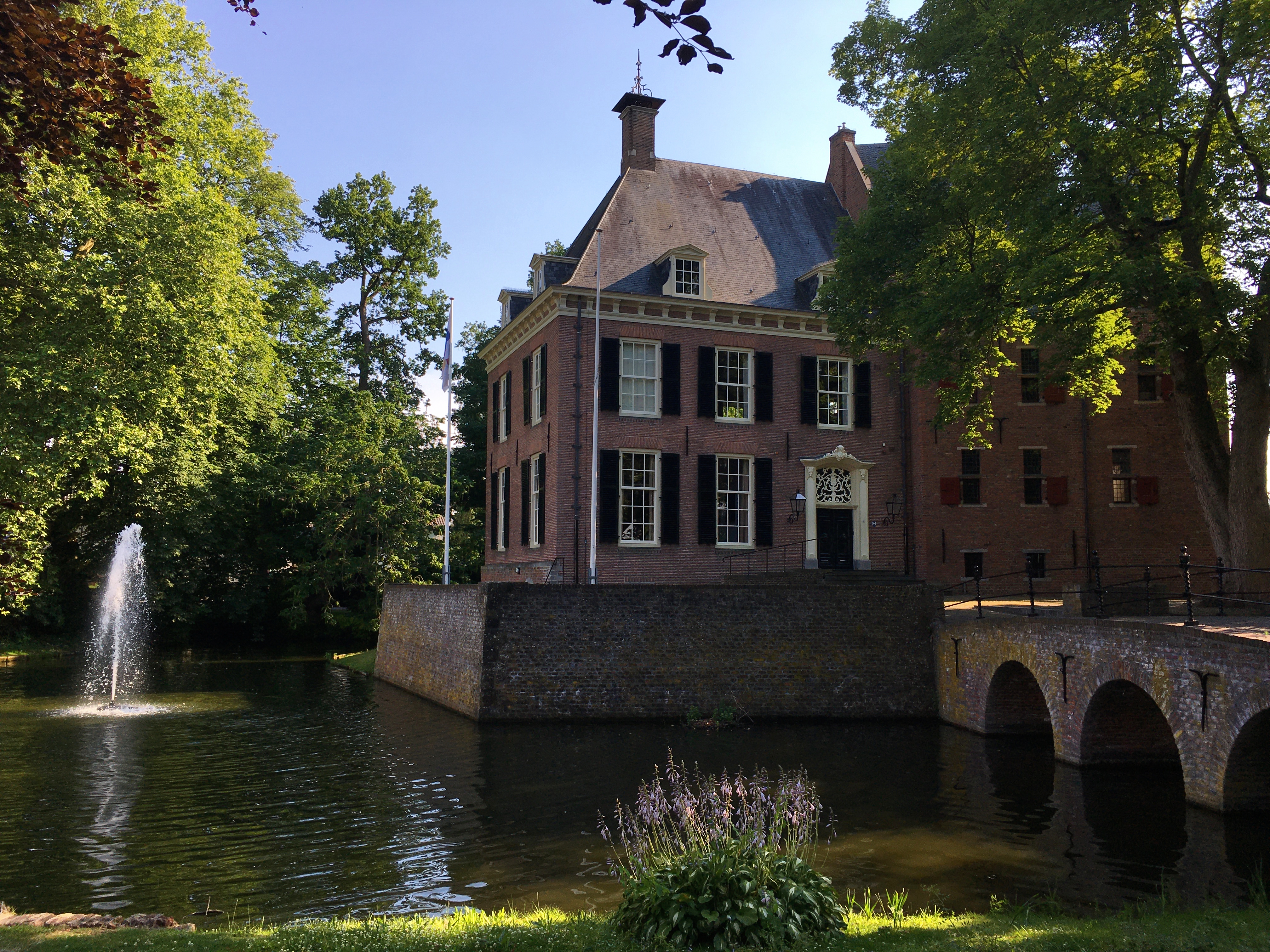
De nieuwbouw (links)

De Kinkelenburg is een Nederlands kasteel in het centrum van de Gelderse plaats Bemmel, in de gemeente Lingewaard. Sinds 1971 heeft De Kinkelenburg een status als rijksmonument. Het gebouw is in gebruik als trouw- en vergaderlocatie van de gemeente en is tijdens kantooruren te bezichtigen.

## Geschiedenis
Vermoedelijk in de 13e eeuw werd op een laag deel van Bemmel een ommuurd eiland aangelegd, omringd door een gracht. Op dit eilandje werd een donjon gebouwd. In 1403 werd het huis voor het eerst vermeld als Johan van Ambe het huis bewoont. Uit diezelfde periode stamt mogelijk de aangebouwde poorttoren. Ergens in de 16e en 17e eeuw werden deze torens door een gebouw met elkaar verbonden. In 1765 werd het huis uitgebreid met een vleugel. Het is onbekend waar de naam De Kinkelenburg vandaan komt.
Het kasteel werd in de 19e eeuw door particulieren verbouwd tot villa en verloor daarbij haar middeleeuws karakter. De laatste particuliere eigenaars en bewoners waren vanaf 1917 tot 1948 leden van de familie Homan van der Heide die het kasteel in dat laatste jaar aan de gemeente Bemmel verkochten. Tijdens de Tweede Wereldoorlog werd het huis als noodhospitaal gebruikt. Het werd in de jaren '50 gerestaureerd onder Charles Estourgie jr., waarbij het grootste deel van De Kinkelenburg werd afgebroken en naar model van oude tekeningen opnieuw opgebouwd. Het werd vervolgens als raadhuis van de gemeente Bemmel in gebruik genomen en het naastgelegen huis Brugdijk als bijgebouw. Beeldhouwer Ed van Teeseling maakte een fries boven de ingang van de raadszaal en drie bas-reliëfs die in de zaal werden geplaatst. Op de fries een spreuk uit Joost van den Vondels Roskam: Indien `t gemeen u roept besorgt het als uw eygen. Jac Maris maakte het oorlogsmonument Waarom ik? dat naast De Kinkelenburg staat.

## Weidegeelsterren

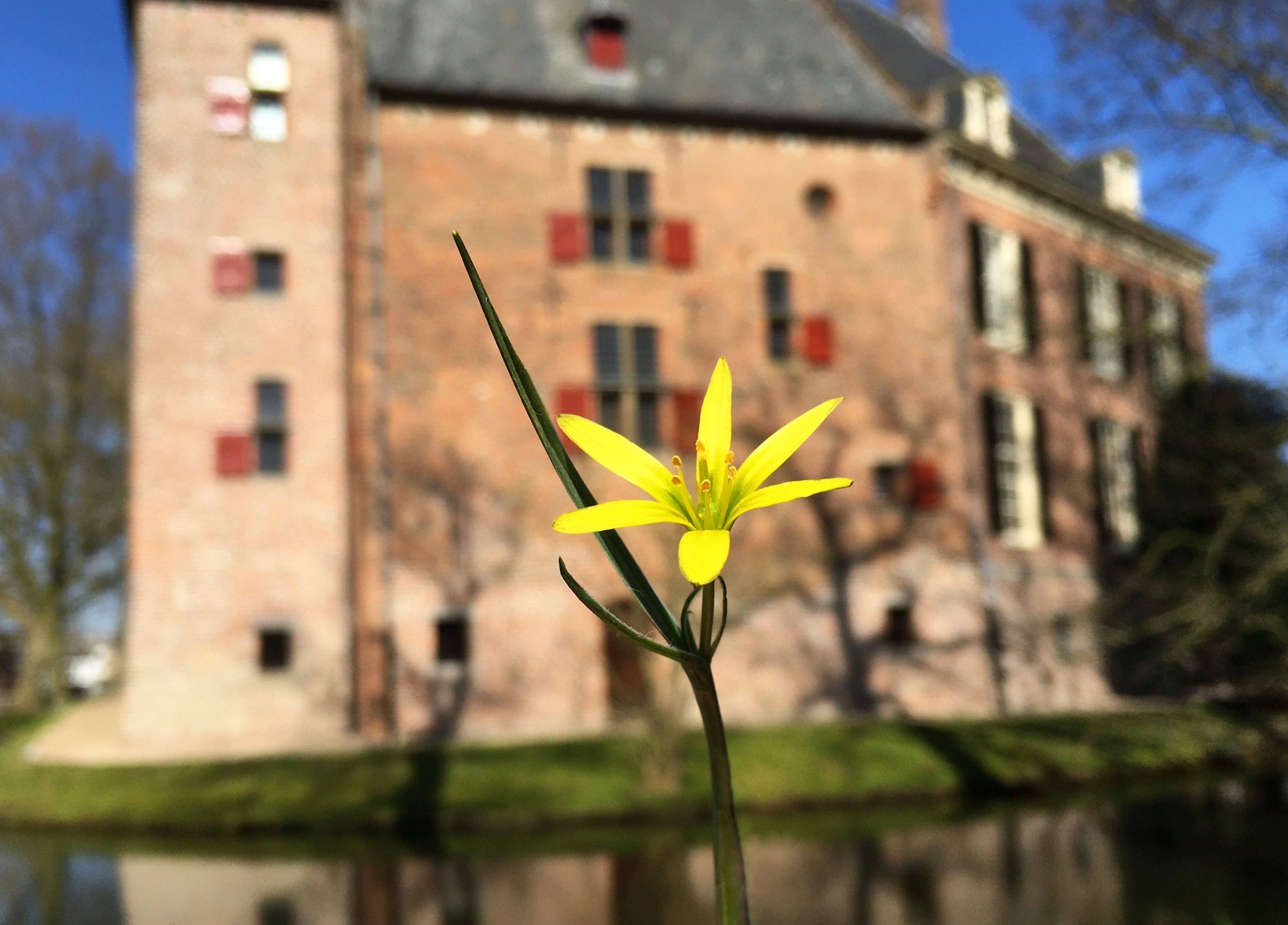
Een weidegeelster in bloei, langs de gracht aan de zuidkant van De Kinkelenburg.

Rondom De Kinkelenburg en Brugdijk staan oude, natuurlijke populaties van de weidegeelster (Gagea pratensis). Het is een zeldzaam bolgewas uit de leliefamilie dat van oudsher typerend was voor de hoger gelegen plaatsen in het Nederlandse rivierlandschap. De plant bloeit in maart en april.

## Afbeeldingen

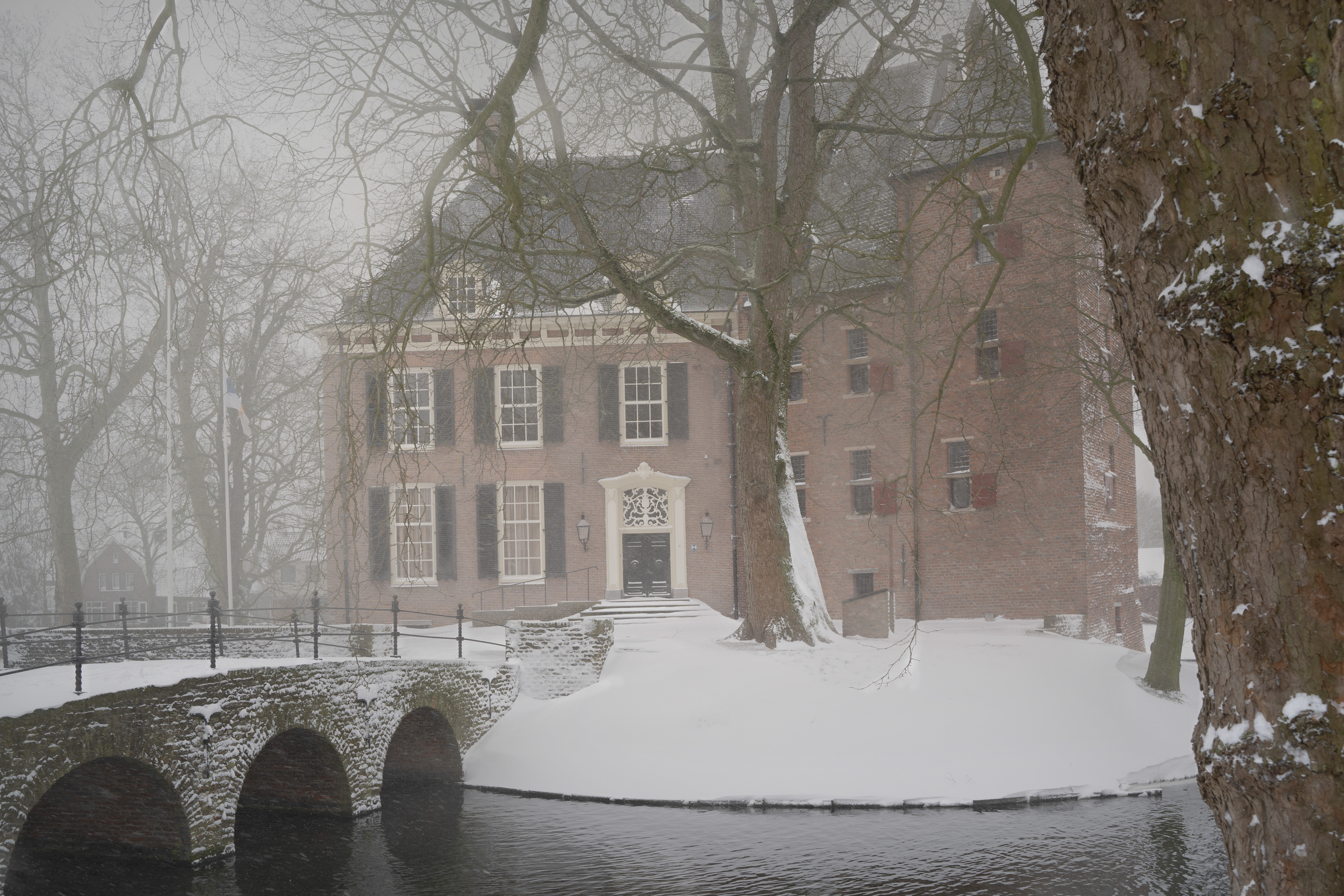
De Kinkelenburg tijdens de winter van 2021
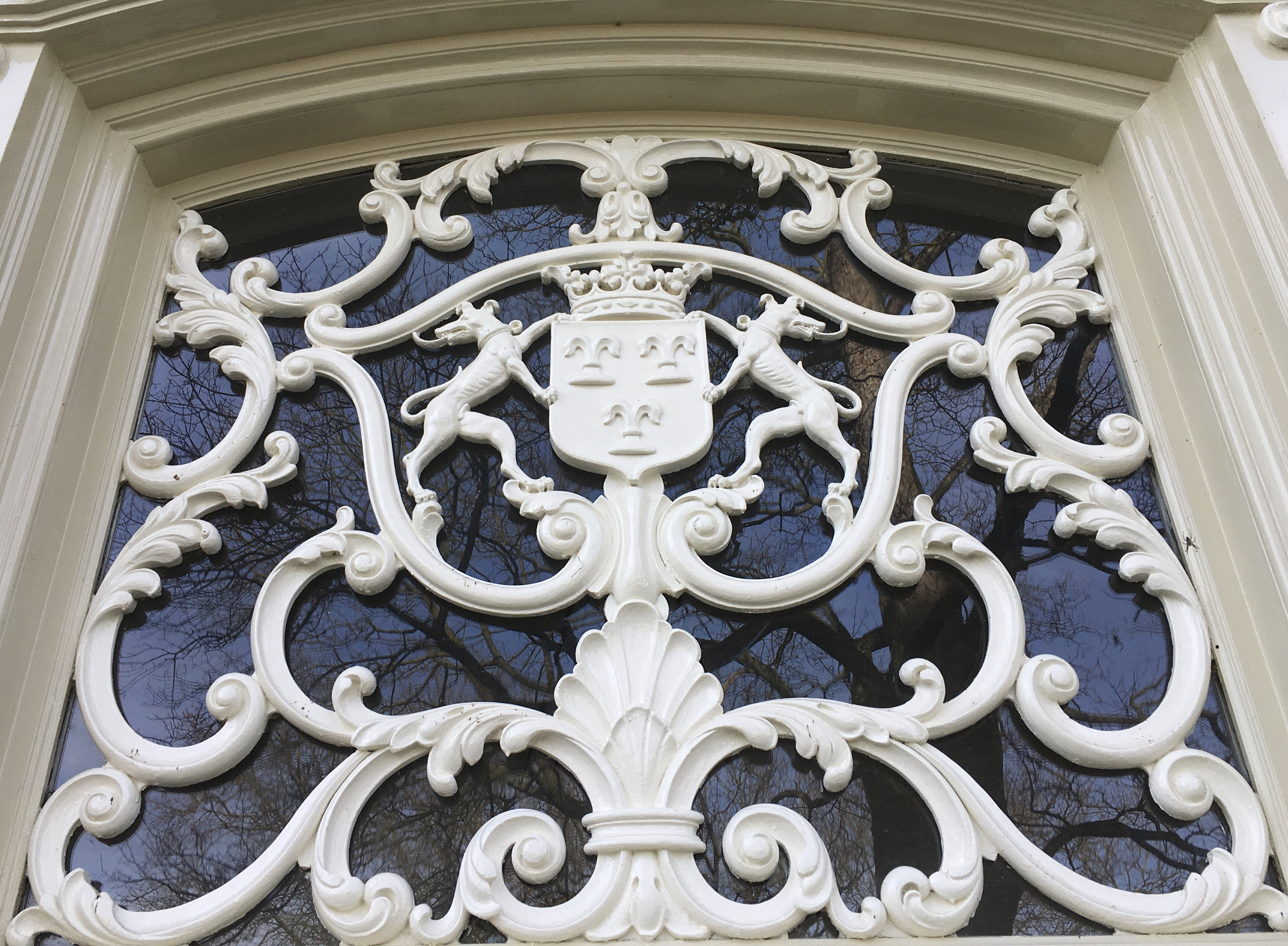
Het wapen van Bemmel boven de kasteelpoort
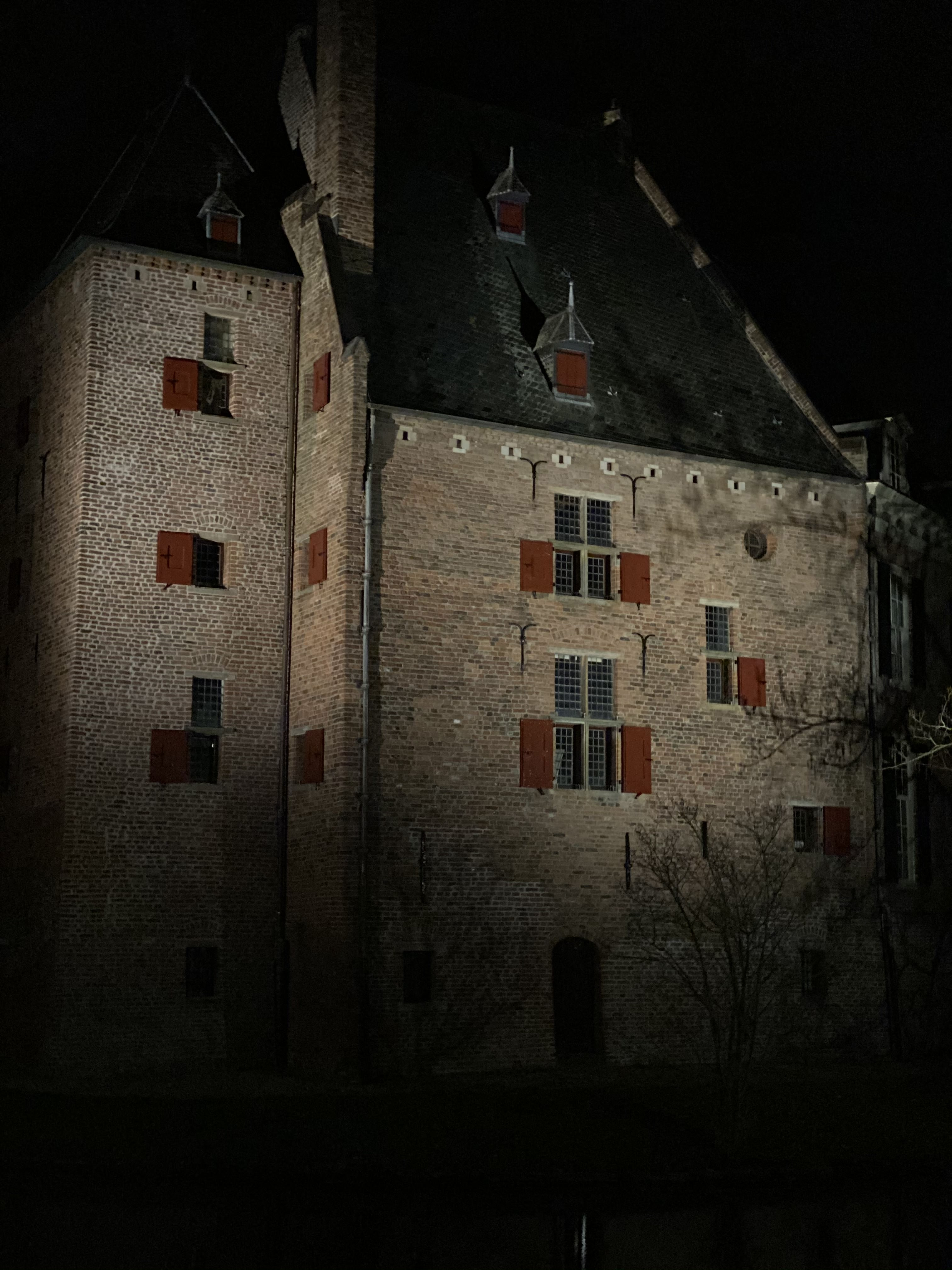
De Kinkelenburg bij nacht
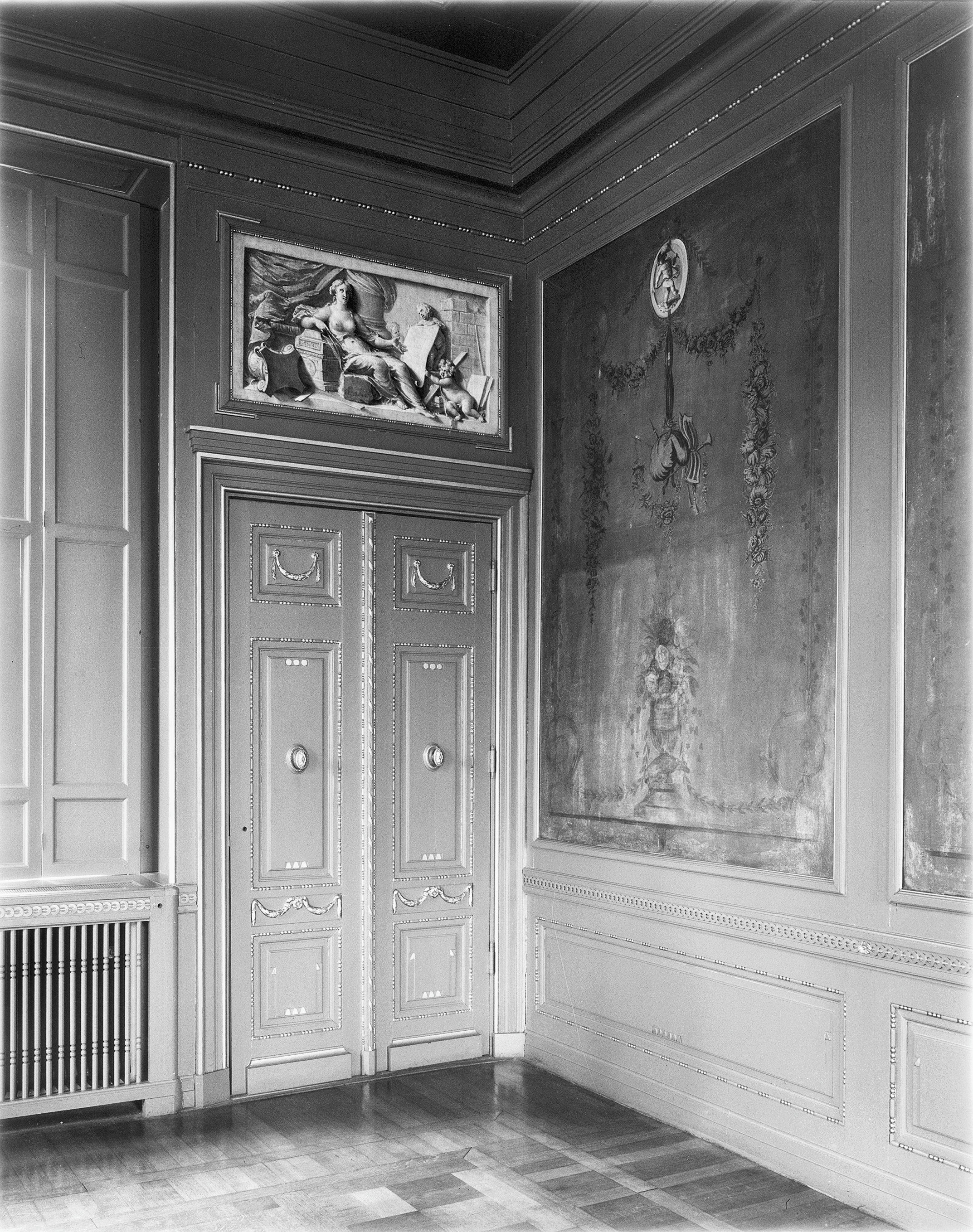
Wandbetimmering van de raadzaal